# Nanzhuang Laojie
Die Nanzhuang Laojie oder Guihuajiu Hutong (chinesisch 南庄老街, Pinyin Nánzhuāng Lǎojiē, chinesisch 桂花酒胡同, Pinyin Guìhuā jiǔ Hútòng, en.: Nanzhuang Old Street, Osmanthus Alley) ist eine Altstadtstraße in Nanzhuang, Landkreis Miaoli, Taiwan.

## Name
Der kommerziell gebräuchliche Name der Straße bezieht sich auf den Ausschank des berühmten Duftweins Guihua jiu (桂花酒, osmanthus wine, cassia wine).

## Geschichte
Die Straße war schon früher das Geschäftszentrum der Stadt, als Holzindustrie und Bergbau in dem Gebiet noch eine wichtige Rolle spielten.